# Bonifacia Rodríguez Castro
Bonifacia Rodríguez y Castro, SSJ (6. června 1837, Salamanca – 8. srpna 1905, Zamora) byla španělská římskokatolická řeholnice, spoluzakladatelka a členka kongregace Služebnic svatého Josefa. Katolická církev ji uctívá jako světici.

## Život
Narodila se dne 6. června 1837 v Salamance rodičům Juanu Rodríguezovi a Marii Natalii Castro. Její otec byl krejčí a rodina byla velmi chudá, často se musela stěhovat, protože nebyla schopna platit nájem. Již od útlého věku pomáhala svému otci s řemeslem a také se starala o své mladší sourozence.
Po dokončení základního vzdělání začala pracovat jako provaznice. Po svatbě své sestry, jediného přeživšího sourozence roku 1865 si mohla v rodinném domě zřídit malou dílnu na výrobu provazů, krajek a různých dalších výrobků. Poklidně tak žila se svou nyní ovdovělou matkou a prohlubovala svoji víru.
Po pěti letech jejího působení jako nezávislá řemeslnice se roku 1870 setkala s nově příchozím jezuitským knězem z Katalánska, Francescem Xavierem Butinyà i Hospital, který pocházel z rodiny továrníků, ale měl vizi reagovat na potřeby rostoucí dělnické třídy, která vzešla z průmyslové revoluce. Denně docházela se svoji matkou na mše svaté, na kterých své myšlenky Francesc Xavier Butinyà i Hospital kázal.
Ve své dílně v Salamance pořádala pravidelná setkání žen, na kterých se diskutovalo o různých tématech a denních starostech. Cítila povolání k řeholnímu životu.
Rozhodla se založit novou ženskou řeholní kongregaci a spolu se svoji matkou a pěti dalšími ženami, které se k ní přistěhovaly vytvořila komunitu. Kongregaci Služebnic svatého Josefa spolu s Francescem Xavierem Butinyà i Hospital, který ji v tomto pomáhal definitivně založila dne 7. ledna 1874, kdy biskup ze Salamancy Joaquin Lluch podepsal dekret o založení. Řeholní sliby složila spolu s ostatními 10. ledna téhož roku.
Tři měsíce po založení kongregace byl Francisco Butiñá spolu s ostatními jezuity své komunity ze Španělska kvůli antiklerilálním zákonům během období První španělské republiky vyhoštěn, čímž ztratila jeho oporu ve vedení kongregace. Byl také odvolán biskup Joaquín Lluch, který kongregaci podporoval. Po obnovení monarchie byla situace opět uklidněna a nový biskup ze Salamancy kongregaci taktéž podporoval. Po nějaké době se kongregace přestěhovala do místní dělnické čtvrti, kde část dělnictva tvořily i ženy a kde kongregace mohla plnit své poslání.
Po opětovném nastolení monarchie se Francisco Butiñá navrátil z exilu do Katalánska, odkud jí psal s žádostí o rozšíření její kongregace do Katalánska. Z více důvodů mu však nebyla schopna vyhovět. V únoru 1875 tedy Francisco Butiñá založil další řeholní kongregaci Dcer svatého Josefa.
Roku 1882 jí Francisco Butiñá navrhl sjednocení její kongregace s kongregací Dcer svatého Josefa. Tentokrát jeho požadavky měla možnost splnit, načež za ním odcestovala do Zaragozy, aby se s ním poradila. Zde však obdržela dopis o jejím odvolání z vedení komunity v Salamance. Po návratu se setkala s odporem vůči ní. Jelikož nenašla způsob, jak spor vyřešit se rozhodla založit nový řeholní dům její kongregace Služebnic svatého Josefa v Zamoře přestěhovat se tam. Dne 25. července 1883 se se svou matkou přestěhovala ze Salamanky, do nového řeholního domu v Zamoře.
V Zamoře spolu se svou matkou a dalšími řeholnicemi ze Salamanky, které se k ní přidaly založila novou komunitu své kongregace. S ostatními řeholnicemi zde zřídila řádový dům, dílnu a komunita začala aktivně působit. Byly však chudé a čelily mnoha překážkám, ale podporovali je místní duchovní i Francisco Butiñá žijící v Katalánsku.
Po usazení se v Zamoře roku 1886 opět diskutovala o spojení její kongregace Služebnic svatého Josefa a kongregace Dcer svatého Josefa, založené Franciscem Butiñáem v Katalánsku. Nakonec se dohodli o neslučování obou kongregací, mimo jiné kvůli nesouhlasu komunity její kongregace v Salamance.
Navzdory překážkám, kterým čelila se jí pro komunitu v Zamoře podařilo získat větší řeholní dům. V řeholním domě se vzkvétající komunita začala věnovat poslání kongregace, kdy dávala praktický i duchovní výcvik ženám a mladým dívkám, působícím v průmyslu.
Dne 1. července 1901 obdržela jí založená kongregace papežské potvrzení o svém založení. Po tomto papežském dekretu obdržela mnohá blahopřání a pocty. Trápil jí však spor a odloučení komunit její kongregace v Salamance a Zamoře. Při poslední návštěvě Salamanky a pokusu o usmíření mezi komunitami byla ignorována a byl jí odepřen vstup do řeholního domu.
Zemřela dne 8. srpna 1905 v Zamoře. Jej ostatky byly později přeneseny do Salamanky.

## Úcta
Její beatifikační proces započal roku 1997. Dne 1. července 2000 ji papež sv. Jan Pavel II. podepsáním dekretu o jejích hrdinských ctnostech prohlásil za ctihodnou. Dne 20. prosince 2002 byl uznán zázrak na její přímluvu, potřebný pro její blahořečení.
Blahořečena pak byla dne 9. listopadu 2003 na Svatopetrském náměstí papežem sv. Janem Pavlem II. Dne 27. března 2010 byl uznán zázrak na její přímluvu, potřebný pro její svatořečení. Svatořečena pak byla dne 23. října 2011 na Svatopetrském náměstí papežem Benediktem XVI.
Její památka je připomínána 8. srpna. Bývá zobrazována v řeholním oděvu. Je patronkou jí založené kongregace.